# هیرویوکی کوموتو
هیرویوکی کوموتو (انگلیسی: Hiroyuki Komoto؛ زادهٔ ۴ سپتامبر ۱۹۸۵) بازیکن فوتبال اهل ژاپن است.
از باشگاه‌هایی که در آن بازی کرده‌است می‌توان به باشگاه فوتبال ویسل کوبه اشاره کرد.